# Покровское (Давыдовское сельское поселение)
Покровское — деревня в Кашинском городском округе Тверской области.

## География
Находится в юго-восточной части Тверской области на расстоянии приблизительно 9 км на запад по прямой от города Кашин на правом берегу речки Яхрома.

## История
Была отмечена на карте Менде (состояние местности на 1848 год). В 1859 году здесь (деревня Кашинского уезда) было учтено 22 двора. До 2018 года входила в состав ныне упразднённого Давыдовского сельского поселения.

## Население
Численность населения: 274 человека (1859 год), 53 (русские 94 %) в 2002 году, 34 в 2010.